# Président de la République espagnole
Le président de la République espagnole est le chef d'État de l'Espagne pendant la Seconde République, exerçant les plus hautes fonctions du pouvoir exécutif de la République. Le rôle et la fonction du président sont basés sur le modèle du président du Reich sous la République de Weimar ou encore sur celui du président de la République française et les lois constitutionnelles de 1875. 
Pour l'historien spécialiste de l'Espagne (notamment du franquisme) Stanley Payne, c'est principalement un compromis entre les attributions du président de la République française et du président des États-Unis.

## Description de la fonction
Le rôle et les fonctions du président de la République sont définies par le titre V de la Constitution de 1931.

### Chef de l'État espagnol
L'article 67 de la Constitution de 1931 dispose que le président de la République est le chef de l'État de l'Espagne : 
« El Presidente de la República es el Jefe del Estado y personifica a la Nación. La ley determinará su dotación y sus honores, que no podrán ser alterados durante el período de su magistratura. »
« Le président de la République est le chef de l'État et personnifie la nation. La loi déterminera sa rétribution financière qui ne pourra pas être modifiée durant la durée de son mandat. »
Lors de son entrée en fonction, il doit prêter serment devant les Cortes républicaines, conformément à l'article 72 de la Constitution.
En cas de vacance, c'est le président du Congrès qui exerce l'intérim (article 74).
Selon l'article 82, il peut être destitué avant l'expiration de son mandat par le Parlement.
Selon les articles 84 et 85, il est responsable pénalement devant le Parlement.

### Modalités d'élection
Selon l'article 68 de la Constitution de 1931, le président de la République est élu par le parlement et une commission. La commission est par contre élue par suffrage et formée par un nombre de personnes égal à celui des députés. La durée du mandat est de six ans, conformément à l'article 71.
Les articles 69 et 70 disposent quant à eux les critères d'éligibilité. Ils disposent que toute personne âgée de plus de quarante ans et jouissant de tous ses droits civiques et politiques est éligible à la fonction de président de la République. Ne sont pas éligibles :
- Les militaires d'active ou en retraite depuis moins de dix ans ;
- Le personnel ecclésiastique ;
- Les membres de la famille royale.

L'élection d'un nouveau président doit avoir lieu au plus tard trente jours avant l'expiration du mandat présidentiel (article 73).

## Pouvoirs constitutionnels
L'article 75 de la Constitution donne au président le droit de nommer et de révoquer le président du Conseil des ministres et les ministres. La nomination est séparée, afin d'éviter une crise politique en cas de vote de confiance défavorable.
L'article 76 donne un certain nombre de prérogatives au président de la République :
- Il est le chef des armées, peut procéder aux déclarations de guerre et négocier la paix. Selon l'article 77, toute déclaration de guerre doit respecter les règles fixées par le Pacte de la Société des Nations[2] ;
- Il nomme les responsables militaires et les fonctionnaires et signe les diplômes universitaires ;
- Il peut procéder à la dissolution du Parlement ;
- Il dispose de pouvoirs exceptionnels en cas de crise politique ;
- Il dispose d'importantes prérogatives en termes de diplomatie. Il peut négocier les traités de paix et les conventions internationales.

L'article 81 lui permet de convoquer le Parlement en session extraordinaire sans fixer de limite, mais selon deux conditions :
- Pour discuter de tout texte législatif ;
- Pour signifier au Parlement sa dissolution.

L'article 83 lui donne le droit de promulguer les lois.